# St. John (Washington)
St. John az Amerikai Egyesült Államok északnyugati részén, Washington állam Whitman megyéjében elhelyezkedő város. A 2010. évi népszámlálási adatok alapján 537 lakosa van.
A települést az 1880-as évek végén alapították; névadója E.T. St. John telepes. A helység 1904. március 10-én kapott városi rangot.

## Éghajlat
A város éghajlata meleg nyári mediterrán (a Köppen-skála szerint Csb), azonban a hideg teleken a nedves kontinentális éghajlat jellemzői is megfigyelhetőek benne.
| Hónap                         | Jan.  | Feb.  | Már.  | Ápr.  | Máj.  | Jún. | Júl. | Aug. | Szep. | Okt.  | Nov.  | Dec.  | Év    |
| ----------------------------- | ----- | ----- | ----- | ----- | ----- | ---- | ---- | ---- | ----- | ----- | ----- | ----- | ----- |
| Rekord max. hőmérséklet (°C)  | 17,2  | 19,4  | 25,0  | 32,8  | 37,2  | 37,8 | 41,7 | 42,2 | 38,3  | 32,8  | 22,2  | 16,1  | 42,2  |
| Átlagos max. hőmérséklet (°C) | 3,9   | 7,2   | 11,7  | 16,1  | 20,6  | 24,4 | 30,0 | 30,0 | 24,4  | 17,2  | 7,8   | 2,8   | 16,4  |
| Átlagos min. hőmérséklet (°C) | −3,3  | −2,2  | 0,0   | 2,2   | 5,6   | 8,3  | 10,6 | 10,0 | 6,1   | 1,7   | −0,6  | −4,4  | 2,9   |
| Rekord min. hőmérséklet (°C)  | −33,3 | −30,0 | −15,0 | −11,1 | −15,0 | −3,9 | −2,8 | −3,3 | −10,0 | −13,9 | −27,8 | −30,6 | −33,3 |
| Átl. csapadékmennyiség (mm)   | 51    | 40    | 44    | 38    | 39    | 31   | 16   | 12   | 18    | 34    | 61    | 59    | 443   |
| Forrás: The Weather Channel   |       |       |       |       |       |      |      |      |       |       |       |       |       |

## Népesség
A 2010-es népszámláláskor a városnak 537 lakója, 261 háztartása és 145 családja volt. A népsűrűség 308,6 fő/km2. A lakóegységek száma 304, sűrűségük 174,7 db/km2. A lakosok 94,6%-a fehér, 0,2%-a afroamerikai, 0,4%-a indián, 0,2%-a ázsiai, 0,4%-a a Csendes-óceáni szigetekről származik, 0,4%-a egyéb, 3,9%-a pedig kettő vagy több etnikumú. A spanyol vagy latino származásúak aránya 1,9% (1,9% mexikói,   )
A háztartások 22,2%-ában élt 18 évnél fiatalabb. 47,1% házas, 6,9% egyedülálló nő, 1,5% egyedülálló férfi, 44,4% pedig nem család. 39,5% egyedül élt; 22,6%-uk 65 éves vagy idősebb. Egy háztartásban átlagosan 2,06 személy élt; a családok átlagmérete 2,78 fő.
A medián életkor 50,8 év volt. A város lakóinak 22,3%-a 18 évesnél fiatalabb, 3,8% 18 és 24 év közötti, 15,3%-uk 25 és 44 év közötti, 28,8%-uk 45 és 64 év közötti, 29,8%-uk pedig 65 éves vagy idősebb. A lakosok 45,8%-a férfi, 54,2%-a pedig nő.

## Híres személyek
- Mike Lowry – Washington állam huszadik kormányzója[10]

## Fordítás
Ez a szócikk részben vagy egészben  a   St. John, Washington című angol Wikipédia-szócikk ezen változatának fordításán alapul.  Az eredeti cikk szerkesztőit annak laptörténete sorolja fel. Ez a jelzés csupán a megfogalmazás eredetét és a szerzői jogokat jelzi, nem szolgál a cikkben szereplő információk forrásmegjelöléseként.